# Strömstads församling
Strömstads församling är en församling i Norra Bohusläns kontrakt i Göteborgs stift. Församlingen ligger i Strömstads kommun i Västra Götalands län och ingår i Strömstads pastorat.

## Administrativ historik
Församlingen bildades omkring 1670 genom en utbrytning ur Skee församling.
Församlingen utgjorde ett eget pastorat till 1811 varfter den till 1 maj 1922 var annexförsamling i pastoratet Skee, Tjärnö och Strömstad. Från 1 maj 1922 till 2006 utgjorde församlingen ett eget pastorat. Från 2006 moderförsamling i pastoratet Strömstad, Idefjorden och Skee-Tjärnö.  I församlingen införlivades 2006 Kosteröarna med Kosters kyrka från den samtidigt upplösta Tjärnö församling.

## Kyrkobyggnader
- Strömstads kyrka
- Kosters kyrka

### Fotnoter
1. ↑  Stift, kontrakt och pastorat i nummerordning med ingående församlingar 2020-01-01, SCB, läs online.[källa från Wikidata]
2. 1 2  Medlemmar i Svenska kyrkan i förhållande till folkmängd den 31.12.2019 per församling, kommun och län samt riket, Svenska kyrkan, läs online.[källa från Wikidata]
3. ↑  ”Förteckning (Sveriges församlingar genom tiderna)”. Skatteverket. 1989. http://www.skatteverket.se/privat/folkbokforing/omfolkbokforing/folkbokforingigaridag/sverigesforsamlingargenomtiderna/forteckning.4.18e1b10334ebe8bc80003999.html. Läst 17 december 2013.
4. ↑  ”Församlingar”. Statistiska centralbyrån. https://www.scb.se/hitta-statistik/regional-statistik-och-kartor/regionala-indelningar/forsamlingar/. Läst 30 december 2022.